# Tom Nolan
Thomas Nolan (27 juillet 1921 - 17 août 1992) est un homme politique irlandais du Fianna Fáil qui est ministre du Travail de 1980 à 1981 et ministre d'État au ministère de la Santé et de la Protection sociale de 1979 à 1980. Il est Teachta Dála (TD) pour la circonscription de Carlow – Kilkenny de 1965 à 1982.

## Biographie
Nolan est né à Myshall, dans le comté de Carlow en 1921. Il fait ses études au De La Salle College de Bagenalstown, dans le comté de Carlow, et rejoint les forces de défense irlandaises peu de temps après ses études. Il exerce ses premières fonctions politiques en 1960, lorsqu'il est élu au conseil du comté de Carlow. L'année suivante, il est nommé par le Taoiseach, Seán Lemass, au 10e Seanad.
Nolan est élu pour la première fois au Dáil Éireann en tant que député du Fianna Fáil pour la circonscription de Carlow – Kilkenny aux élections générales de 1965. Il est réélu lors de quatre autres élections générales, mais est battu aux élections générales de février 1982 et ne s'est pas représenté. Nolan est également député européen à l'époque où les députés européens sont nommés par les parlements nationaux plutôt que directement élus, siégeant de 1973 jusqu'aux premières élections directes en 1979.
Nolan est nommé ministre d'État au ministère de la Santé et ministre d'État au ministère de la Protection sociale au début des années 1980 sur proposition de Charles Haughey, et est brièvement entré au cabinet vers la fin de sa carrière, servant sous Haughey comme ministre du Travail de décembre 1980 à juin 1981.
Son fils MJ Nolan est un ancien député et sénateur du Fianna Fáil.